# Nigel Haywood
Nigel Robert Haywood (17 de marzo de 1955) es un diplomático británico y Gobernador de las Islas Malvinas y Comisionado de las Islas Georgias del Sur y Sandwich del Sur entre 2010 y 2014.

## Primeros años
Haywood nació en Betchworth, Surrey, pero se mudó a Cornualles (condado natal de su madre) cuando tenía nueve años, tras la muerte de su padre. Estudió en el New College, Oxford y luego asistió a la Real Academia de Sandhurstb  antes de volver a Oxford para estudiar lingüística, llegando a ser miembro del Chartered Institute of Linguists. Haywood, un hablante del idioma córnico, se hizo un bardo del Gorsedh Kernow en 1976.

## Carrera
Haywood fue Embajador de Su Majestad Británica en la República de Estonia desde 2003 hasta 2008, y fue cónsul general del Reino Unido en Basora (Irak) desde 2008 hasta 2010.
Haywood trabajó en conjunto con las tropas de la Reina en la guerra de Irak y es también un experto en biodiversidad. Se convirtió en Gobernador de las Islas Malvinas el 16 de octubre de 2010.
También ha trabajado en el Ministerio de Relaciones Exteriores y de la Mancomunidad de Naciones, ha sido cónsul general en Johannesburgo (Sudáfrica) y en 1996 fue nombrado Jefe Adjunto de la Delegación del Reino Unido a la Organización para la Seguridad y la Cooperación en Europa en Viena, Austria.

## Islas Malvinas
En 2009 se anunció que Haywood había sido nombrado Gobernador de las Islas Malvinas y el Comisionado de Islas Georgias del Sur y Sandwich del Sur.
Como Gobernador, Haywood llevó conmemoraciones por el 30 aniversario de la Guerra de las Malvinas en 2012 y criticó fuertemente el reclamo de soberanía de Argentina sobre las Islas Malvinas durante crecientes tensiones siguientes el 30 aniversario de la guerra y de la decisión del gobierno de las Islas Malvinas de iniciar la exploración de petróleo en aguas territoriales. Haywood también utilizó su posición para alabar la influencia de la población chilena de las islas y promover vínculos con Chile.
Haywood fue quien decidió que se realice un referéndum sobre la soberanía de las islas en 2013. Él es partidario de la autodeterminación de los isleños.
A finales de 2012 el Ministerio de Asuntos Exteriores y de la Mancomunidad anunció que Haywood se iría a las Malvinas en abril de 2014 y sería reemplazado como gobernador y comisionado por Colin Roberts. También se anunció que su despedida se realizaría el 24 de marzo con un desfile sobre la Ross Road. Finalmente, ejerció su cargo hacia principios de abril, cuando John Duncan ejerció unas semanas como "gobernador interino". Duncan luego fue designado gobernador de las Islas Vírgenes Británicas. Por su parte Roberts inició sus funciones el 29 de abril de 2014.